# Dunyvaig Castle

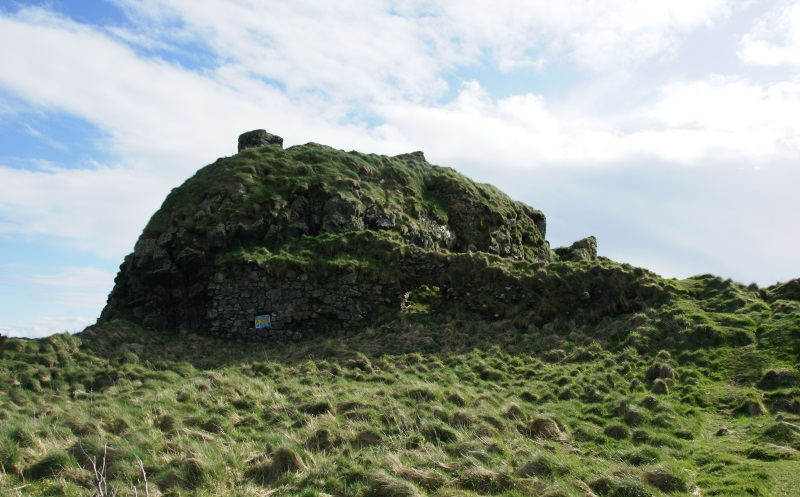
Dunyveg Castle vanaf de buitenplaats, recht vooruit is de poort naar de binnenplaats.

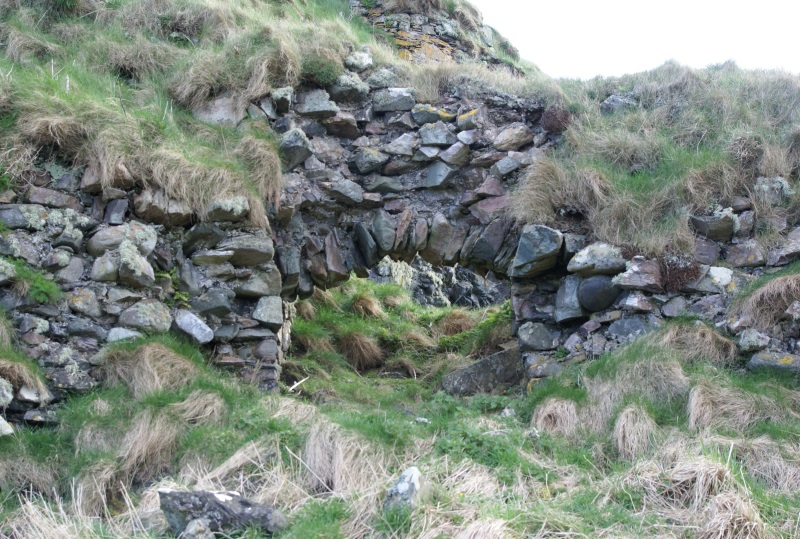
De poort naar de binnenplaats.

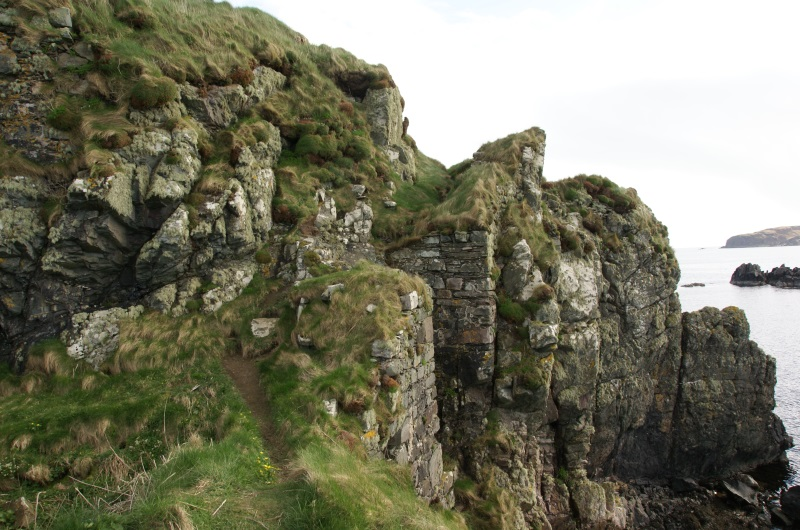
Vanaf de binnenplaats naar de woontoren. Over de kloof lag een ophaalbrug.

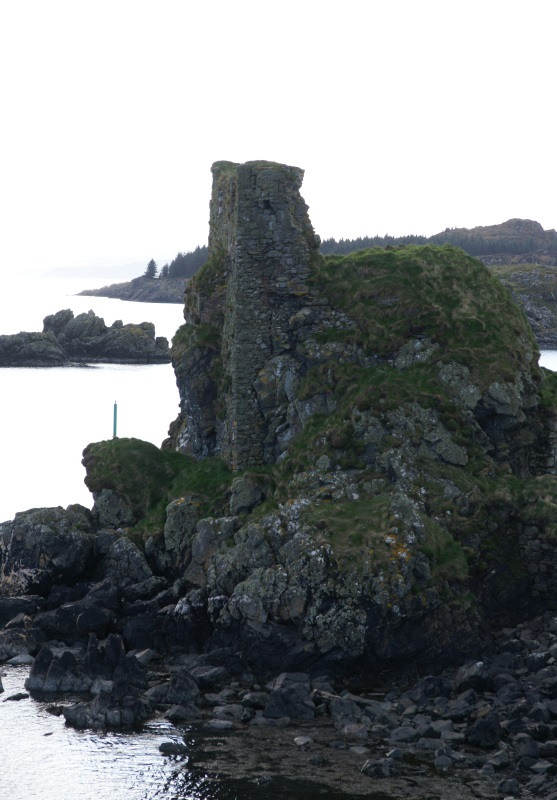
Dunyvaig Castle vanuit het noordoosten. Aan de zeezijde was meer metselwerk nodig om het kasteel te ondersteunen.

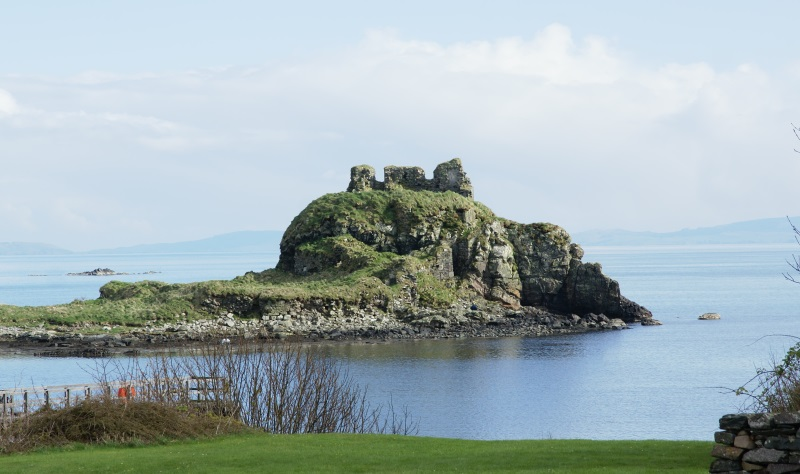
Dunyvaig Castle gezien vanaf de overzijde van Lagavulin Bay.

Dunyvaig Castle, ook Dun Naoimh Castle, Dunivaig Castle en Dunyveg Castle genaamd, is (de ruïne van) een zestiende-eeuws kasteel, gelegen in Dunyvaig, 4,8 kilometer ten oosten van Port Ellen  en iets ten oosten van Lagavulin gelegen op Islay in de Schotse regio Argyll and Bute. 

## Geschiedenis
Op de plaats waar thans de kasteelruïne staat, stond vermoedelijk al in de tijd van de Vikingen een versterking.
Dunyvaig Castle was oorspronkelijk eigendom van de MacDonalds, Lords of the Isles (Heren van de Eilanden), die hun hoofdzetel hadden in Finlaggan Castle.
In 1493 werden de landgoederen van de laatste Lord of the Isles door Jacobus IV van Schotland verbeurd verklaard. Toen de beheerder van het Dunyvaig Castle, een MacDonald, rebelleerde tegen de kroon, werd het kasteel gegeven aan de familie MacIan van Ardnamurchan.
In 1519 werd het kasteel geleased aan de MacDonalds totdat het kasteel in 1543 aan de Campbells werd gegeven, die het pas na enige twist weer de MacDonalds in leen gaven.
In 1598 wist de laatste MacDonald van Dunyvaig de familie MacLean van Duart te verslaan in de Slag bij Gruinart. Hij kreeg echter het bevel Dunyvaig Castle over te geven en in 1608 werden zijn landgoederen verbeurd verklaard, waarbij het kasteel in beheer werd gegeven bij de bisschoppen van de Eilanden in naam van de koning.
In 1612 nam Alasdair 'Old' Colkitto MacDonald het kasteel in, maar in 1615 wisten de Campbells van Cawdor het kasteel te heroveren, waarbij Colkitto's mannen werden gedood en opgehangen; Colkitto zelf wist te ontkomen. De gevechten waren hiermee niet voorbij en in 1647 wist Colkitto Dunyvaig Castle weer in handen te krijgen. Na een belegering door Covenanters onder leiding van David Leslie moest het kasteel overgegeven worden vanwege watergebrek en werd Colkitto opgehangen aan de kasteelmuur.
Tot ongeveer 1677 bleef het kasteel bezet door de Campbells van Cawdor, waarna zij verhuisden naar Islay House en het kasteel vernietigd werd.

## Bouw
Dunyvaig Castle is gelegen aan de oostzijde van Lagavulin Bay, 330 meter ten zuidzuidwesten van Lagavulin Distillery.
Dunyvaig Castle bestaat uit een zestiende-eeuwse woontoren (ook vijftiende-eeuws wordt genoemd), staande op een rotshoogte, met een kleine binnenplaats en een grotere buitenplaats. De ommuring van het kasteel is eind veertiende-eeuws (ook dertiende-eeuws wordt genoemd). 
Op de kleine binnenplaats bevindt zich nog een toegang met een boog en een deel van een kruisribgewelf.
De muren om de buitenplaats zijn tussen de twee en drie meter dik, maar komen nu nauwelijks boven het huidige grondniveau uit. De poort aan de landzijde bevond zich in de noordelijke omwalling. Op deze buitenplaats zijn sporen te zien van vier kleine gebouwen, die vermoedelijk als keukens en opslagruimtes dienstdeden. Een nu dichtgemetselde poort in de westelijke muur leidde naar de lager gelegen kust. De grote zeepoort bevond zich in de zuidwestelijke muur. Richting het midden van de zuidelijke muur leidt een gewelfde opening naar een kleine, driehoekige binnenplaats. In de zuidhoek van deze binnenplaats bevond zich een ophaalbrug over de aanwezige kloof. Aan de overzijde zijn de resten van een trap nog aanwezig, die leidde naar de donjon. De donjon zelf moest gezien de vorm van de rots waarop deze werd gebouwd, vooral zwaar worden ondersteund door metselwerk in de zuidoostelijke hoek. De zuidoostelijke, zuidwestelijke en noordoostelijke zijden van de donjon zijn nog twee verdiepingen hoog.